# ジェシー・ウィルコックス・スミス
ジェシー・ウィルコックス・スミス（Jessie Willcox Smith, 1863年9月6日 - 1935年5月3日）は、アメリカ合衆国のイラストレーター。『レディース・ホーム・ジャーナル』誌などでの活動や、児童書のためのイラストレーションで知られる。

## 生涯
ペンシルベニア州フィラデルフィア近郊のマウントエアリーで生まれ、ペンシルベニア美術アカデミーでトマス・エイキンズに師事し、1888年に卒業。翌年から5年間、『レディース・ホーム・ジャーナル』の制作部に勤務。ハワード・パイルの授業を受けるため退社し、最初にドレクセル大学、次いでブランデーワイン・バレー学校で学んだ。
スミスは19世紀末から20世紀初頭にかけ『センチュリー・マガジン』『コリアーズ・ウィークリー』『レスリーズ・ウィークリー』『ハーパーズ・マガジン』『マクルーアーズ・マガジン』『スクリブナーズ』『レディース・ホーム・ジャーナル』などで顧客のため物語や記事にイラストレーションを添え、書籍や雑誌に多大な貢献をした。
スミスが最も良く知られているのは、1917年12月から1933年3月まで担当を続けた『グッド・ハウスキーピング』誌のカバーイラストによってであろう。スミスはまたポスターや肖像画も描いた。1916年にチャールズ・キングズリーの『水の子どもたち』のために描いた20のイラストレーションも良く知られている。逝去に際し、スミスは作品の原本をアメリカ議会図書館の「アメリカのイラストレーション保管室」に遺贈した（13枚ほどのイラストレーションは個人蔵となっている）。
スミスは共にパイルのもとで学んだエリザベス・シッペン・グリーン（Elizabeth Shippen Green）とバイオレット・オークリー（Violet Oakley）の親友であった。スミスの論文はペンシルベニア美術アカデミーのコレクションに保存されている。

## 作品

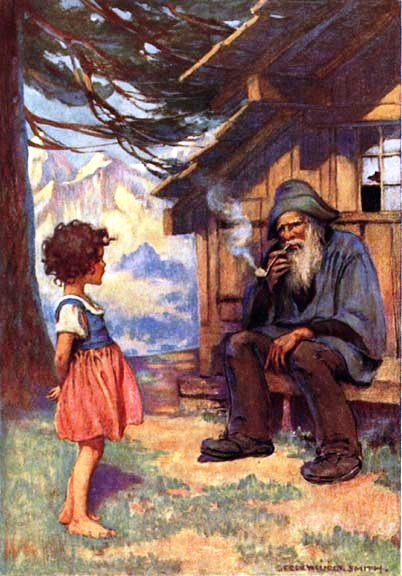
ヨハンナ・シュピリ『アルプスの少女ハイジ』より「ハイジとおじいさん」
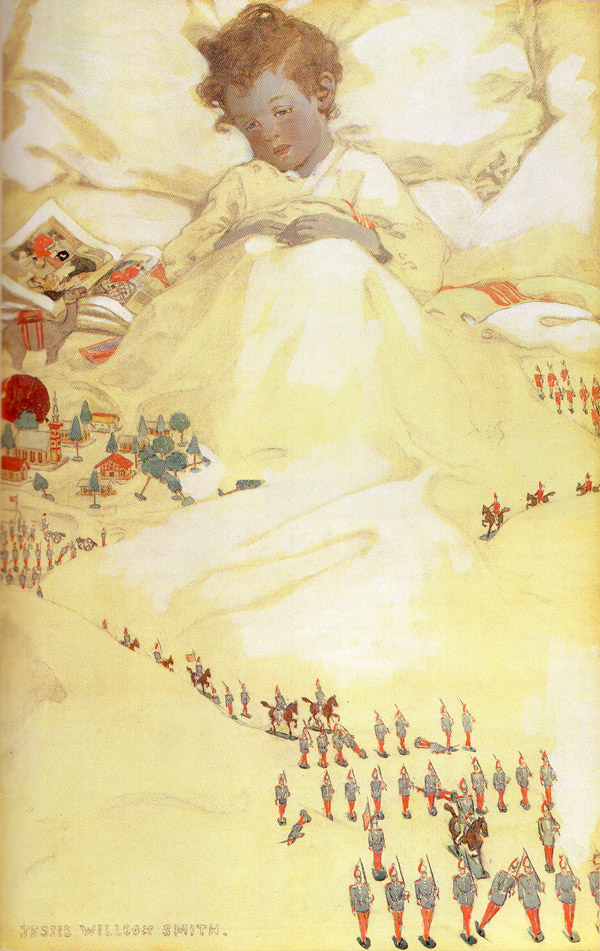
ベッドカバーの国
R.L.スティーヴンソン『子どもの詩の園』, 1905
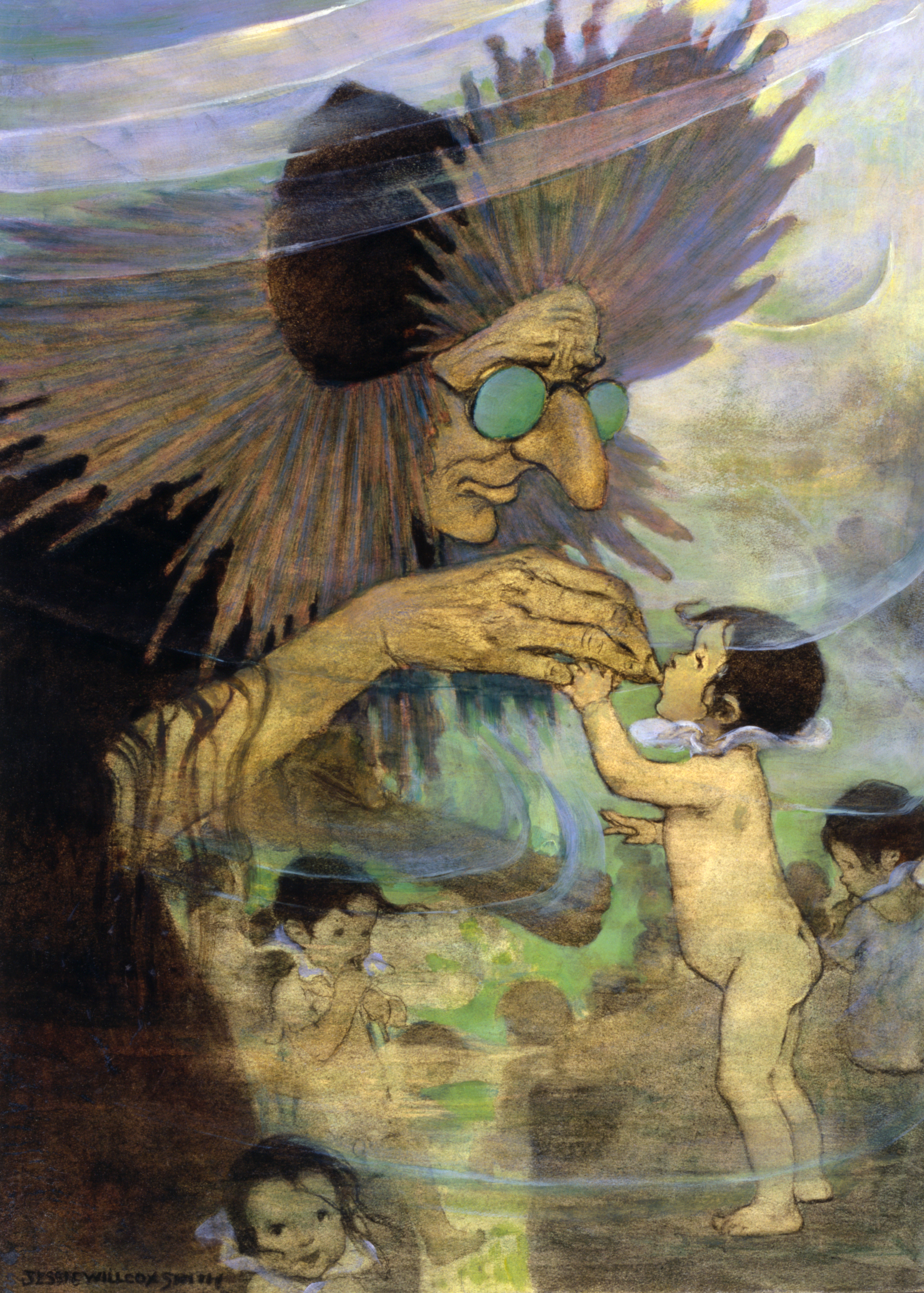
『水の子どもたち』より「Bedonebyasyoudidおばさん」, 1916
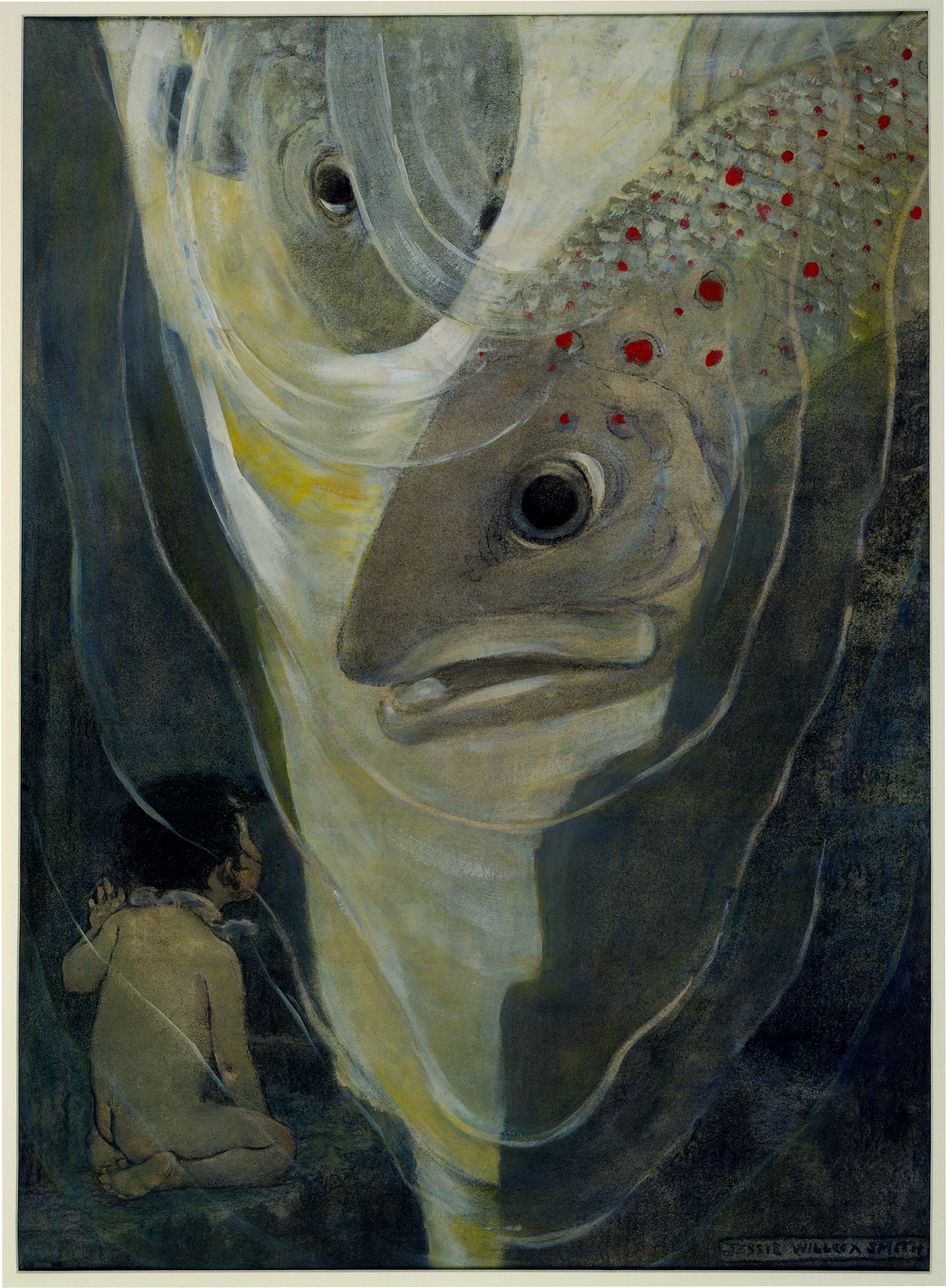
『水の子どもたち』, 1916. 木炭・水彩・油彩。デジタル修復。